# Bockshorn (Kabarett)
Das Bockshorn war eine Kabarettbühne in Würzburg.
Die Kabarettbühne Bockshorn wurde von Mathias Repiscus am 30. Oktober 1984 zunächst in Sommerhausen in einem Gewölbekeller mit knapp 100 Sitzplätzen eröffnet. Anfang Oktober 2001 zog das Bockshorn in die Kellerräume des neu gestalteten Kulturspeichers in Würzburg ein und bot 199 Besuchern Platz. Das Bockshorn wurde vom Schweizer Mathias Repiscus und dessen Frau Monika Wagner-Repiscus geleitet. Unter ihrer Leitung hatte sich das Bockshorn zu einer festen Größe der unterfränkischen Kabarettszene entwickelt.
Das Bockshorn ist seit Ende 2023 geschlossen. Das Betreiber-Ehepaar hatte aus Altersgründen die Bühne aufgegeben.
Auf dem Programm standen Kabarett, Theaterstücke (so z. B. Die Akte Auguste D.,), Chanson, Musikdarbietungen insbesondere Jazz. Repiscus gelang es immer wieder namhafte Kabarettisten wie
Django Asül,
Matthias Beltz,
Rick Kavanian,
Jochen Malmsheimer,
Michael Mittermeier,
Urban Priol,
Dagmar Schönleber oder
Mathias Tretter
für Auftritte im Bockshorn zu gewinnen.